# Sculpture Renaissance de Brescia
La Sculpture Renaissance de Brescia est une branche du style de la Sculpture de la Renaissance italienne qui se développa à Brescia à partir des années 1460 et qui s'inspirait de la Renaissance vénitienne, avec un pic entre la fin du XVe siècle et le début du XVIe siècle. Pendant cette période, une série de chantiers publics et privés sont lancés qui produiront des œuvres d'une originalité encore peu fréquente pour l'époque dont témoignent le Palais de la Loggia et l'église Santa Maria dei Miracoli.
Les principaux acteurs de ce style, qui prit fin en 1512 avec le sac de Brescia par les Français, furent Gasparo Cairano (auteur d’œuvres fameuses telles que Arche de Sant'Apollonio, le mausolée Martinengo ou encore le cycle des bustes de Césars pour le Palais de la Loggia), les Sanmicheli (famille de sculpteurs), Antonio della Porta dit Tamagnino qui ne fut présent à Brescia que pendant une brève période, Antonio Magniacavalli (auteur, entre autres, du Monument funéraire à Nicolò Orsini), Bernardino delle Croci ou encore Ambrogio Mazzola.

## Galerie

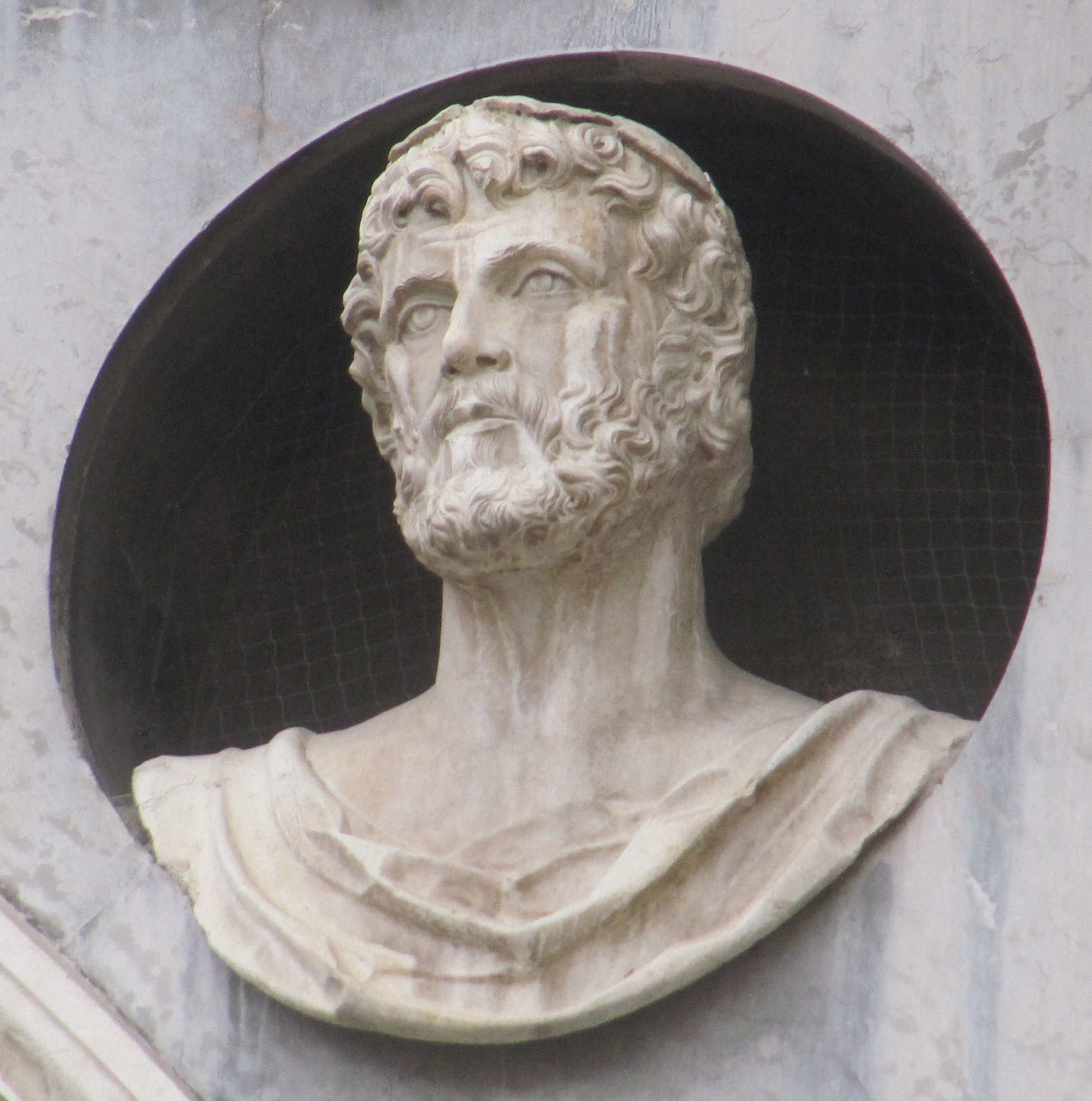
Buste de César du palais de la Loggia, 1498, par Gasparo Cairano.
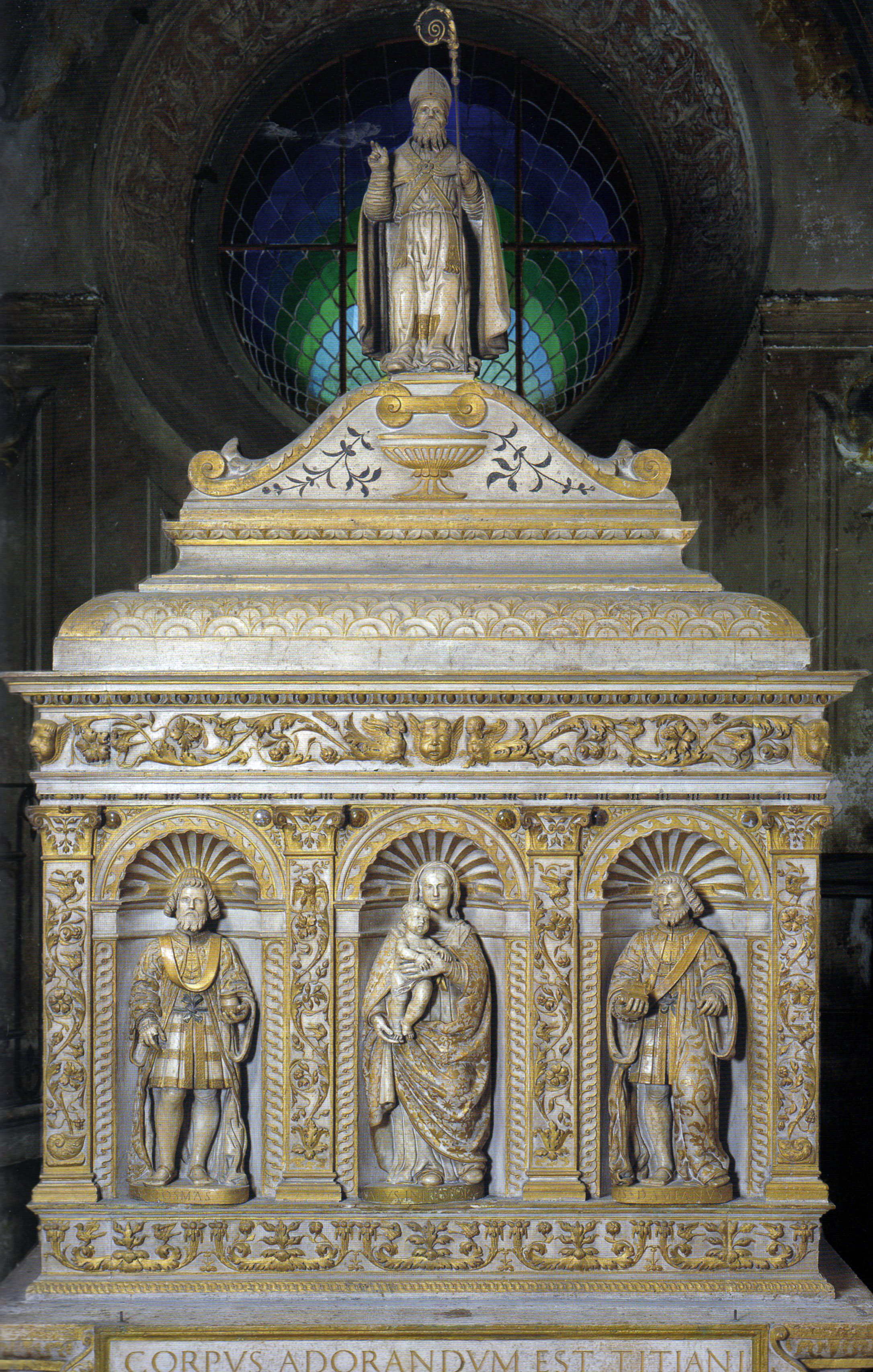
Arche de San Tiziano, par les Sanmicheli.
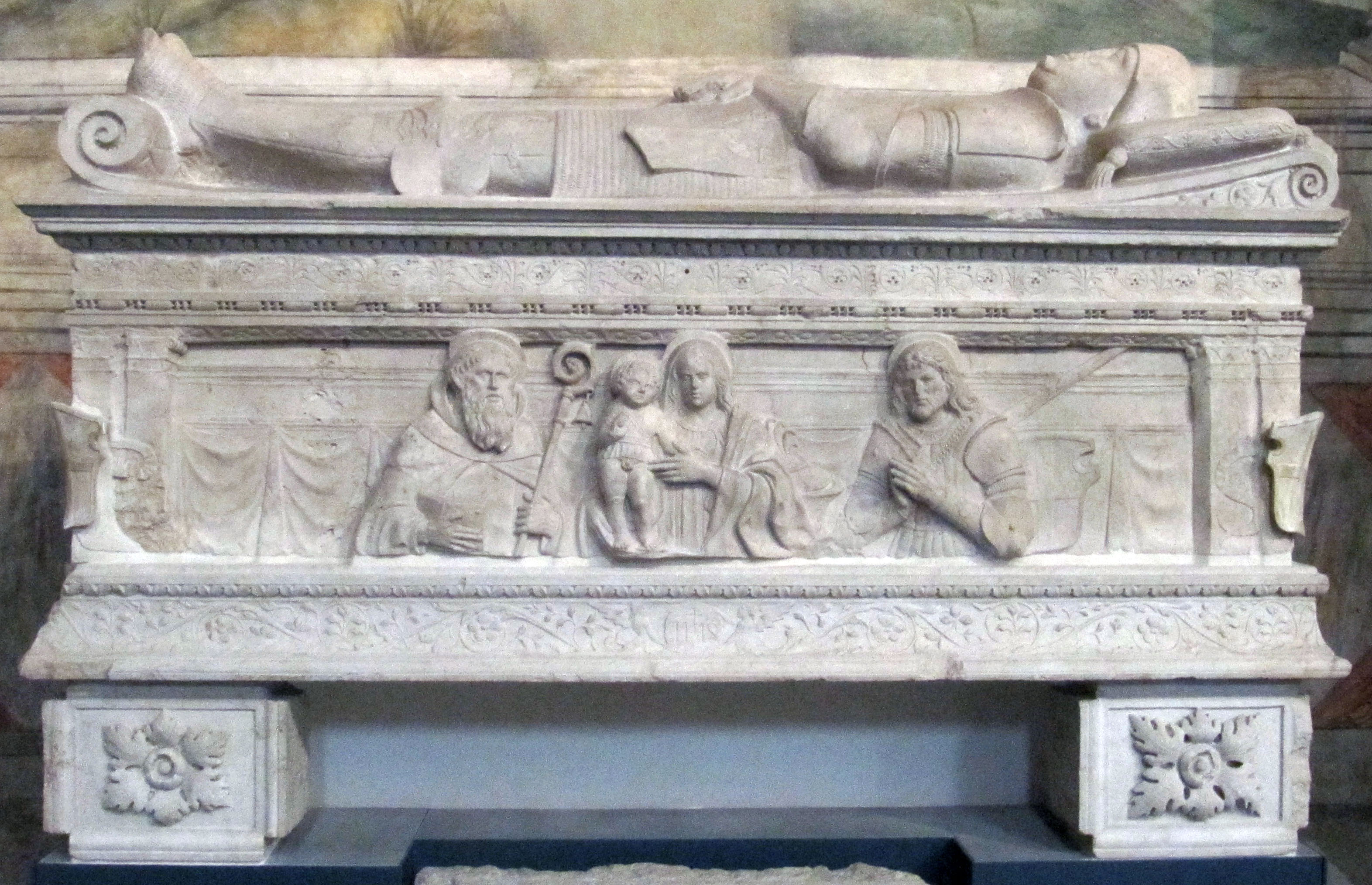
Monument funéraire à Nicolò Orsini par Antonio Magniacavalli.

## Source et bibliographie
- (it) Cet article est partiellement ou en totalité issu de l’article de Wikipédia en italien intitulé « Scultura rinascimentale bresciana » (voir la liste des auteurs).
- Vito Zani, Gasparo Cairano, Roccafranca, La Compagnia della Stampa, 2010,  (ISBN 978-88-8486-400-0).
- Camillo Boselli, Regesto artistico dei notai roganti in Brescia dall'anno 1500 all'anno 1560, Brescia, 1977.
- Vasco Frati, Ida Gianfranceschi, Franco Robecchi, La Loggia di Brescia e la sua piazza. Evoluzione di un fulcro urbano nella storia di mezzo millennio, Brescia, Grafo, 1995,  (ISBN 88-7385-269-6).
- Adriano Peroni, L'architettura e la scultura nei secoli XV e XVI d'après Giovanni Treccani degli Alfieri : Storia di Brescia, Brescia, Treccani, 1963.
- Elena Lucchesi Ragni, Ida Gianfranceschi, Maurizio Mondini, Il coro delle monache - Cori e corali, catalogo della mostra, Milan, Skira, 2003,  (ISBN 88-8491-533-3).
- Francesco Rossi, Maffeo Olivieri e la bronzistica bresciana del '500 in Arte Lombarda, 47/48, 1977.
- Vito Zani, Sulle nostalgie di Ambrogio Mazzola, scultore bresciano del Cinquecento in Civiltà Bresciana, XII, 1, Brescia, 2003.
- Vito Zani, Sulle tracce dei Sanmicheli a Brescia e Mantova, tra Quattro e Cinquecento, d'après Matteo Ceriana : Tullio Lombardo. Scultore e architetto nella cultura artistica veneziana del Rinascimento, Venise, 2007,  (ISBN 978-88-8314-452-3).
- Vito Zani, Maestri e cantieri nel Quattrocento e nella prima metà del Cinquecento, d'après Valerio Terraroli, Scultura in Lombardia. Arti plastiche a Brescia e nel Bresciano dal XV al XX secolo, Milan, Skira, 2011,  (ISBN 88-572-0523-1).